# The Road Dogs
The Road Dogs (на слэнге «Близкие Друзья», дословно «Дорожные Псы») — группа из Белоруссии исполняющая музыку в стиле блюз-рок.

## История
Группа The Road Dogs была основана в 2007 году в Минске и изначально ориентировалась на блюз-рок 1970-х годов. В дальнейшем музыкальный стиль был расширен до современного блюза и на сегодня представляет из себя сплав традиций корневого блюза, южного рока, фанка, соула и госпела.
У истоков группы стоят два бессменных лидера – гитарист Вадим Галиуллин и вокалист-гитарист Сергей Скляров. Позже к ним присоединились барабанщик Максим Марченко и бас-гитарист Николай Волынец. В таком составе состоялось первое выступление группы 9 ноября 2008 года на 3-м Международном Фестивале «Минск Блюз». С 2012 по 2016 год включительно с группой сотрудничал гитарист и аранжировщик Георгий Станкевич. Первый альбом под названием "№1" был записан в 2013 году на студии Maple Tree и выпущен на фирме VIGMA. На самую известную песню "Волк" был снят клип, средства на который были собраны через краудфандинг-площадку ULEJ. В оригинальном составе группа существовала до 2013 года, когда на смену Николаю Волынцу пришёл бас-гитарист Евгений Степанов.
The Road Dogs имеют за плечами пятнадцатилетний опыт концертной деятельности и активно выступают в клубах, на больших сценах, различных международных блюзовых фестивалях (Suwałki Blues Festival, Nišville Jazz Festival, Blues Express) в Польше, Грузии, Сербии, Чехии, Беларуси и России. В обойме The Road Dogs авторский материал на английском, польском, белорусском и русском языках. Неотъемлемой частью любого выступления являются свои собственные песни, написанные в лучших традициях американского южного блюз-рока, отличный саунд, прекрасное исполнение и сыгранность, отдача всего коллектива на полных оборотах, а так же ирония, юмор, взаимодействие с любой публикой на каждом концерте.

## Состав

### Нынешний состав группы
- Сергей Скляров[3] — вокал, гитара (2007 — наши дни)
- Вадим Галиуллин — гитара, бэк-вокал, вокал (2007 — наши дни)
- Максим Марченко[4] — ударные, перкуссия (2007 — ноябрь 2014, май 2015 — наши дни)
- Евгений Степанов — бас-гитара (ноябрь 2013 — наши дни)

### Другие участники группы
- Юрий Аляшев — бас-гитара (ноябрь 2007 — январь 2008)
- Николай Волынец — бас-гитара (январь 2008 — ноябрь 2013, концерты, туры)
- Георгий Станкевич — гитара, бэк-вокал, вокал (2012—2016)
- Святослав Чернухо — ударные (ноябрь 2014 — май 2015, концерты, туры)
- Кирилл Шевандо[5] — ударные, перкуссия (концерты, туры)

## Инструменты

### Уникальные инструменты

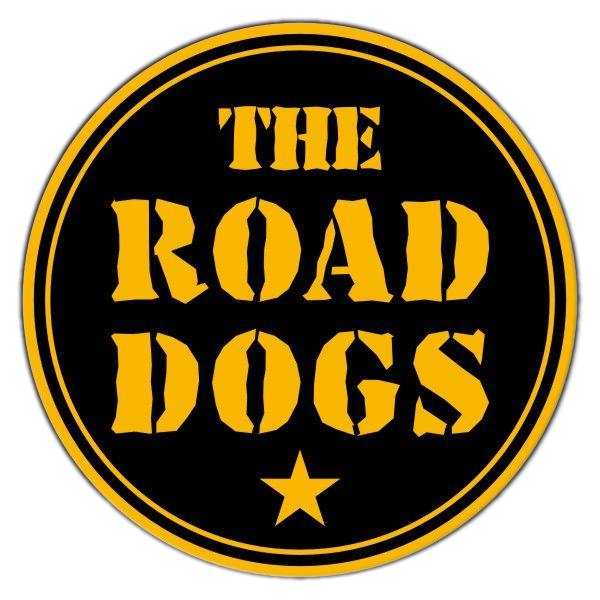
The Road Dogs logo

Музыканты используют именные инструменты ручной работы SVET Guitars от белорусского гитарного мастера Андрея Школика:
- Roadcaster «The Road Dogs» Special[7]
- Classic Tele «The Road Dogs» Special[8]

### Представители брендов
Вадим Галиуллин и Сергей Скляров являются официальными эндорсерами производителя гитар Cort Guitars в Белоруссии.

## Дискография

### Альбомы
| Год  | Название                    | Форматы издания                              | Издатель       | Дизайн |
| ---- | --------------------------- | -------------------------------------------- | -------------- | ------ |
| 2013 | The Road Dogs №1            | CD, Apple Music, Spotify Deezer Yandex Music | Vigma          |        |
| 2019 | Circle Of Blues             | CD, Apple Music, Spotify Deezer Yandex Music | Flower Records |        |
| 2025 | Chicken Legs And Human Race | Apple Music, Spotify Deezer Yandex Music     | MAQ Records    |        |

### Сборники
| Год  | Название               | Форматы издания | Издатель    |
| ---- | ---------------------- | --------------- | ----------- |
| 2014 | Паэты жывуць у песьнях | Soundcloud      | Арт Сядзіба |

## Видео
- Видеоклип группы на песню «Волк» снят на средства[11], собранные через краудфандинг площадку ULEJ.

## Фестивали
- 2008 — 3rd Minsk Blues Festival (Minsk, BY)
- 2009 — 4th International Blues Festival (Minsk, BY)[12]
- 2012 — Suwałki Blues Festival (Suwałki, PL)[13]
- 2013 — The Beatles Shabli (Shabli, BY)[14]
- 2015 — Blues Aperitiv (Šumperk, CZ)[15]
- 2015 — Blues Before Christmas (Minsk, BY)
- 2016 — Blues Express XXIV (Zakrzewo, PL)[16]
- 2017 — Городской фестиваль "Блюз. Лето"[17]
- 2017 — Магутны Фэст I (Braslav, BY)[18]
- 2017 — Blues Express XXV (Zakrzewo, PL)[19]
- 2018 — Suzdal Blues-Bike Festival (Suzdal, RU)[20]
- 2018 — Магутны Фэст II (Braslav, BY)
- 2018 — Nišville Jazz Festival (Niš, SRB)[21]
- 2018 — Sairme Blues Summit (Sairme, GE)[22]
- 2018 — Ochota Blues Festival (Warsawa, PL)[23]
- 2019 — Gdynia Blues Festival (Gdynia, PL)[24]
- 2019 — Suzdal Blues-Bike Festival XI (Suzdal, RU)[25]
- 2019 — Blues Express XXVII (Zakrzewo, PL)[26]
- 2019 — Podlaski Maraton Bluesowy 2019 (Bialystok, PL)[27]
- 2023 — Lucky Cruisers Weekend 2023 (Pasohlávky, CZ)[28]